# Calliandra cumbucana
Calliandra cumbucana är en ärtväxtart som beskrevs av Stephen Andrew Renvoize. Calliandra cumbucana ingår i släktet Calliandra och familjen ärtväxter. Inga underarter finns listade i Catalogue of Life.